# 孔子世家
孔子世家或称孔子家族、曲阜孔氏、阙里孔氏、真孔、内孔、内院孔，是孔子后裔的总称，典出司馬遷《史記·孔子世家》。

## 家譜歷史
孔孟后人自明朝初起，开始使用由中央政府颁布的字取譜名，并区分家族内部辈份。明建文二年（1400年），惠帝賜孔氏八字行輩：「公、彦、承、弘、聞、貞、尚、胤」，以供取名。由於56代及57代衍聖公孔希學及孔訥先後於明洪武時襲封，所以「希」「言」亦用於行輩，排在「公」前。明朝崇禎元年（1628年），原行輩已經不夠用，經65代衍聖公孔胤植奏准續十字，取名行輩：「興毓傳繼廣，昭憲慶繁祥」，而據《闕里志》載，此十字行輩亦連同十個表字輩：「起鍾振體京，顯法澤羽瑞」。而「弘」字為清高宗避諱改為「宏」；「胤」字避清世宗諱改為「衍」，又有改為「蔭」、「允」、「員」、「尹」，但較少見。清同治二年，75代衍聖公孔祥珂襲封時因原有行輩經已用盡，故奏准新立行輩為：「令德維垂佑，欽紹念顯揚」。
民國四年（1915年），袁世凱洪憲稱帝，賜孔、孟、顏、曾四裔十字行輩：「鼎新開國運，克復振家聲」，但此不為四裔後代所承認。
民國八年（1919年），76代衍聖公孔令貽又曾擬二十行輩，但未及上呈而逝世。民國九年（1920年）十月由其遺孀陶夫人召集合族，議定先公所擬二十行輩，咨請北洋政府內政部核准公布。新擬行輩為：「建道敦安定，懋修肇彝常，文焕景瑞，永錫世緒昌」。故孔子後裔自56代起至於105代行輩如下：「希言公彦承，宏聞貞尚衍，興毓傳繼廣，昭憲慶繁祥，令德維垂佑，欽紹念顯揚，建道敦安定，懋修肇彝常，文焕景瑞，永錫世緒昌」。自此用于孔子家族的辈份排定的字数共计50个。不少孔孟后人从名字上就能看出来辈分大小。在此之前，孔子家谱非常繁芜，这个取字方法比先前大大简化，又经皇帝提倡，使得其他大家族谱系的也开始效仿这种方法。
《孔子世家谱》续修工作协会会长、孔子第77代孙孔德墉曾对外介绍说，受国际儒学联合会的委托，1998年孔子的后人在香港注册了《孔子世家谱》续修工作协会，开始收集族人资料，进行《孔子世家谱》的第五次修订；协会於世界各地建立了450多个续修机构，收到世界各地120多万份孔子后裔的资料，當時收到的譜系中，孔子后裔繁衍到辈分最小是第83代“念”字辈。
由于孔氏谱系的完善，有时孔姓人也会遇到了一些小小的不便之处。如若按孔氏家规规定，同姓同宗晚辈见到长辈一定要按辈份称呼，往往出现年龄相仿者辈分相差数辈甚至十数辈的情形。另衍圣公府里面不用孔姓人士为佣人，主要原因就是衍圣公身居嫡系，很可能比多数旁系同宗人辈份要低（衍聖公為一個大家族中嫡系長房的嫡長子，在大家族中，往往因子嗣眾多，同宗的族人輩分差距容易拉大，同宗的旁系族叔、族叔祖有可能跟嫡系的族侄、族侄孫同齡，甚至年紀比族侄、族侄孫小的情形，造就衍聖公年齡大卻比其他房族人輩分小的窘境。），导致主僕关系和辈分关系发生尴尬。一些孔姓贫穷人家可能会先改名姓再进府为僕。孟、曾、闵、冉（伯牛）、冉（仲弓）、端木、言、卜、颛孙、有等孔子弟子亦用孔姓行辈排序，唯开始时期和严格程度各有差异。颜氏、仲氏所用字派则不同。

## 著名后裔
以下為孔子後人繁衍，著名的后人包括：（關於孔子嫡系後代，請參閱孔子世家大宗世系）

### 10-29代
- 第10代孙西漢孔聚（？-前171），早年追隨漢高祖碭山起義，屢立戰功，曾官左司馬、將軍、都尉。高祖五年（前202年），孔藂領軍軍夾擊項羽楚兵，大勝。次年六月被封為蓼侯。卒諡「夷」。

- 第11代孙西漢孔臧，孔聚之子。漢文帝時嗣蓼侯，遷博士，拜太常，位列九卿。在官數年，著書十篇，賦二十四篇。

- 第12代孙西漢孔安国，西漢著名經學家。歷任都尉、諫議大夫、臨淮太守等職。晚年著有《論語訓解》、《古文孝經傳》等書，成為古文尚書學派的開創者。《史記》作者司馬遷曾請教經學於他，後世尊其為先儒。

- 第14代孙西漢孔光（前64-5），字子夏，自幼隨父孔霸徙居長安，通經學，年未二十即舉為議郎。後舉方正，入朝任諫大夫。漢成帝即位，舉為博士，遷大將軍，拜相，封博山侯。哀帝劉欣即位，封為千戶。漢平帝即位，拜太傅、拜太師，稱病辭職。卒諡簡烈侯。

- 第19代孙東漢孔宙(103- 163)，字季將。少好學，治嚴氏《春秋》，舉孝廉，授郎中，遷元城令。是時，泰山附近動亂，孔宙為泰山都尉，旬月而平。故吏門人立碑示後，即《孔宙碑》。碑今存曲阜孔宙東廡。

- 第20代孙東漢末年的孔融(153-208)，字文舉。建安七子之首，因多次得罪曹操被殺。

- 第26代孙晉孔坦（285-335），字君平，居會稽。任世子文學，後補為太子舍人，遷尚書郎，任吳郡太守，後遷尚書，疾篤未任。晉元帝年間，建議申明貢舉之制，崇修學校。死贈光祿勳，諡「簡」。有集傳世。

### 30-49代
- 第32代孙南朝孔奐（514-583），字休文，居會稽。好學善屬文，通經史百家。侯景之亂，孔奐獨傲然自若，自謂不以取媚凶醜以求全。陳武帝永定三年（559年）任晉陵太守，後為御史中丞、吏部尚書等。有集傳世。

- 第32代孙唐孔穎達，經學家。最重要的著作為《五經正義》，是集魏晉南北朝以來經學大成的著作。

- 第33代孙唐孔紹安，以文才知名，隋末為監察御史。歸唐拜內史舍人。少年時誦古文集數十萬言，曾奉詔撰寫《梁史》，未成而卒。有文集五十卷，今存詩七首。

- 第37代孙唐孔巢父（？-784），字弱翁，冀州人。少時與李白、韓准、張叔明、陶河、裴政隱居徂徠山，稱「竹溪六逸」。唐代宗廣德元年（763年），授左衛兵曹參軍，累官至給事中、河中、陝、華等州招討使，兼御史大夫。唐德宗興元元年（784年）受命為魏博宣慰使，成功勸說藩鎮田悅歸順。後為藩鎮李懷光部眾所殺。

- 第38代孙唐孔述睿（730-800），山陰（今浙江紹興）人。唐代宗召為大常寺協律郎，轉國子監博士，遷尚書司勳員外郎、史館修撰，後升為諫議大夫兼皇太子侍讀，改秘書少監兼右庶子，復為史館修撰。“述睿每遷，即至朝謝，俄而辭疾歸。”述睿精研地理，重修《地理志》。卒贈工部尚書。

- 第45代孙北宋孔道輔（985-1039），字原魯。宋真宗大中祥符五年（1012年）舉進士第，授寧州軍事推官。九年（I016年）遷大理寺丞，知仙源縣（今曲阜縣），主孔子祀事。曾受命出使契丹，契丹宴使者，優人以孔子為戲，道輔怒退，契丹陪罪，後不敢侮慢宋使。後知兗州，曾訪得孟子墓，建廟於墓之西南。卒後，受祀于鄒縣孟廟，稱先儒孔氏。

- 第46代孙北宋孔宗翰，字周翰，孔道輔次子。登進士第，知仙源縣（今曲阜縣）。司馬光上章推薦，遷為太常博士，後為司農少卿，後遷鴻臚。編有《孔氏宗譜》、《闕里世系》等。

- 第47代孙北宋孔平仲，字義甫。性剛直，仕途坎坷，一生多次貶官。長於史學，工文詞，著有《續世說》等書。與兄文仲、武仲俱有文名，黃庭堅論元祐人才，譽稱「二蘇（蘇軾、蘇轍）聯璧，三孔分鼎」。

### 50-69代
- 第50代孙金、元孔元措，字梦得。金章宗明昌二年（1191年）授中议大夫，赐四品勋，后敕封衍圣公兼曲阜县令。金宣宗年间授东平府通判，改太常博士、太常寺丞、同知集贤院。金哀宗年间授泰定军节度使、兖州观察使兼行太常少卿，后迁光禄大夫，晋太常卿。蒙古灭金后仍袭封衍圣公，曾上书建议窝阔台召集熟悉礼乐之人整理礼乐，获准。太宗十一年（1239年）奉召进京朝见窝阔台，得金朝掌乐许政、掌礼王节及乐工翟刚等92人，整理练习礼乐。

- 第50代孙金、元孔元用，首任衍圣公孔宗愿的五世孙、孔元措族弟。贞佑三年（1215年），金宣宗令衍圣公孔元措随朝任职，孔元用奉命以孔元措族弟身份代管曲阜祭祀之事。兴定四年(1220年)，蒙古军攻占山东，孔元用投降，承制封拜曲阜县尹、权袭封衍圣公。宋宁宗嘉定十七年(1224年)，南宋出兵收复山东一带，遥授孔元用为通直郎，知仙源县事。不久，又改为济州通判，兼京东西路安抚司，主管机宜文字。宋理宗宝庆元年(1225年)，曲阜重又被元军攻陷，孔元用再度投降蒙古。次年，孔元用随军西征。宝庆三年(1227年)，死于军中。

- 第54代孙元孔思迪，字凝道。以國子生授膠西主簿、安慶錄事，轉光山尹，遷陝西行台御史、湖廣都事、太常禮儀院判、太常禮儀使。元文宗時，楚中因災動亂。遷思迪為湖廣都事，以宣撫安定為主策，動亂遂告平息。

- 第55代孫元、明孔克表，字正夫，元至正八年（1348年）進士。歷官將仕郎建德錄事、鎮江路錄事、瑞安州判官、永嘉縣尹等職。後以陪明太祖共餐失儀，下刑部獄，在獄中絕食而亡。

- 第59代孙明孔彥道，字朝克，孔承倜父。博學工詩，尤精顏真卿書法，明代孔廟石碑多出其手。

- 第60代孙明孔承倜，字永冠，孔彥道子。歷任保定縣知縣、荊王府長史等官，一生為官清正，篤信陽明之學，足跡所至，均開館會生徒。著有《易經代言》、《詩經代言》、《書經代言》、《四書代言》等。

- 第62代孙明孔聞詩（？-1643），字四可。天啟二年（1622年）舉進士，授中書舍人。崇禎元年（1628年），向崇祯帝條上八事，以革新政治。時清兵已入昌平，下京畿州縣，聞詩應援守禦，戰績卓著。編有《奏議》數卷。

- 第63代孙明孔貞運（1574-1644年），字開仲。明萬曆四十七年（1619年）以殿試第二名賜進士第，授翰林院編修。官至東閣大學士，晉太子太保，代為輔相。編著有《詞林典類》等書。

- 第63代孙清孔貞瑄，字壁六，清順治庚午舉人，博學多才，潛心研究經史，尤精算學、韻學。由泰安學正升雲南大姚知縣，因爭公道不得而辭官。 晚年專事著述，著有《聊園文集》等。

- 第64代孙清孔尚任，（1648-1718），字季重，知名戏曲《桃花扇》作者，與《長生殿》作者洪昇齊名，俗謂「南洪北孔」。博通經學、史學，康熙帝拜為「國子監博士」遷戶部主事。後《桃花扇》一劇，被糾舉心懷明朝，遂罷黜，遂歸故里養老。

- 第67代孙清孔毓瓊，字鍾英，嘗學於魏禧，著有《鍾英集》十卷。

- 第68代孙清孔传志，(1678-1731)，字振文，衍聖公孔毓圻之次子，袭五经博士。工书画，精篆刻，与孔尚任、顾彩交甚密。康熙、雍正间屡膺大典。世宗临雍，入京陪祀，欲用之，辞以职在奉祀，未果，赐『六艺世家』四字额。著有《补闲集》二卷、《清涛词》二卷。又与其兄传锋选刊顾彩《往深斋诗集》八卷。所撰传奇三种：《软羊脂》、《软锟铻》、《软邮筒》，均存。

- 第69代孙清孔繼汾(1725-1786)，字體儀，經學家。有《闕裏文獻考》100卷，《孔氏家儀》14卷，《樂舞全譜》2卷，《匡儀糾謬集》2卷，《行餘詩草》2卷，並校刻《文獻通考序》1卷。

- 第69代孙女清孔繼涵(1739-1783)，字體生，校勘學家。有《微波榭叢書》。

### 70代与之后
- 第70代孙清孔廣林（1746-1814），字叢伯，孔繼汾長子、孔廣森兄。經學家、戲曲家。著有《孔叢伯說經五稿》、《通德鄭氏遺書所見錄》、《溫經樓遊戲翰墨》等。
- 第70代孙清孔廣森（1752-1786），字眾仲，孔繼汾次子、孔廣林弟。經學家、音韻學家。著有《春秋公羊通義》、《大戴禮記注》、《經學卮言》、《詩聲類》等。
- 第71代孙清孔昭虔（1775-1835），宇元敬，孔廣森子。嘉慶六年（1801年）進士，任翰林院編修，官至貴州布政使。善隸書，工吟詠，於古聲韻學頗有研究，曾著《古韻》、《詞韻》。
- 第71代孙清孔昭慈（1795年－1862年4月18日），字文止，道光十三年（1833年）進士，任台灣府知府，官至按察使銜分巡台灣兵備道，於戴潮春事件中，因兵敗城破而仰藥殉國。
- 第72代孫孔憲鐸，前香港科技大學 副校長及理學院院長，1935年生於山東臨沂市郯城縣，是著名社會活動家、教育家、是植物生物學和生物技術專家。是美國馬里蘭大學生物技術分校、香港科技大學、山東臨沂大學的發起者和推動者。1991年，香港科技大學成立之際被推薦為理學院院長，1992年升任副校長。現為北京大學、復旦大學、山東大學等10多所學校的名譽或客座教授。[1]
- 第73代孙孔慶翔，美國偶像參賽者，現為美國刑事案件分析員。
- 第74代孙孔繁森，曾任西藏阿里地委书记。
- 第74代孫孔繁錦，前精神科醫師，金頭腦與中華好詩詞的知名參賽者，後因性侵案件入獄。
- 第75代孙孔祥熙，曾任中華民國行政院长，兼财政部长，宋藹齡丈夫。
- 第75代孫孔祥柯，北京译学馆英文专业毕业，山东省议会议员、副议长、山东高等学堂教务长、校长，山东人民赴巴黎和会请愿代表。
- 第75代孙孔从洲，谱名祥瀛，字郁文，国民党陆军第三十八军中将副军长。其子孔令华，娶毛泽东女李敏。
- 第75代孙孔邁（1919─2008），譜名祥哲，歷任新華社新德里、哈瓦那、東京分社社長，新華社外事部主任，對外文化聯絡委員會宣傳司司長，廣播電視部秘書長兼外事局局長等職。
- 第75代孙孔祥東，國際知名鋼琴家。
- 第75代孙孔祥明，当代著名围棋女棋手，至八段。
- 第75代孙孔祥琪，化名林氏璧，前台大醫院感染科醫生，現為旅遊部落客。
- 第75代孙孔玲，孔繁森的小女儿，历任最高人民法院赔偿委员会办公室主任、全国人大常委会代表工作委员会副主任等职务。
- 第76代孙孔令贻，1877年袭衍圣公。1914年中华民国续封衍圣公。1915年袁世凯准备登基称帝，杨度等人组织筹安会，孔令贻为名誉理事。袁称帝后，加封孔令贻郡王衔。1919年春，进京为末帝溥仪祝寿，蒙赏紫禁城骑马。同年秋于11月8日在北京太仆寺街衍圣公府病亡。
- 第76代孙孔令馥，藝名謝雪心，香港粵劇演員。[2]。
- 第76代孙孔泉，外交官，历任外交部新闻司司长，外交部发言人，外交部欧洲司司长，外交部长助理，中华人民共和国驻法兰西共和国特命全权大使。
- 第76代孙孔令輝，當代著名乒乓球運動員，國乒第二位大滿貫得主，中國乒乓女隊前總教練。
- 第76代孙孔杰，原名孔令杰，围棋棋手，九段。
- 第76代孫孔令晟，中國國民黨軍事將領。中華民國海軍陸戰隊中將，歷任總統府侍衛長、海軍陸戰隊司令、駐柬埔寨王國代表、行政院內政部警政署署長、駐馬來西亞代表。
- 第76代孙孔令奇，美國籍台灣歌手。
- 第76代孫孔令元，台灣演員。
- 第77代孙孔德成，台灣政治人物，末代衍圣公，曾任至聖先師奉祀官、國民大會代表、考試院長、總統府資政。
- 第77代孙孔德明，南京大学外国语学院德語系教授。
- 第78代孙孔維益，字魯僑，孔子第七十八代嫡長孫；末任衍聖公、首任大成至聖先師奉祀官孔德成長子。
- 第78代孙孔眾，譜名維眾，世界孔子後裔聯誼會副會長。妻子為台灣知名女星安雅。
- 第78代孙孔維瑄，奈米光電領域傑出人才。
- 第79代孙孔垂長，中華民國第2任大成至聖先師奉祀官，創立「中華大成至聖先師孔子協會」並出任會長。
- 第79代孙孔劉，韓國演員，本名「孔地哲」[3]。
- 第81代孙孔曉振，韓國演員。

## 资料来源
1. ↑  . 百科知識.
2. ↑  .   [2009-09-27]. （原始内容存档于2017-04-24）.
3. ↑  . 聯合新聞網. 2021-06-18  [2022-10-03]. （原始内容存档于2021-06-18） （中文）.